# Sergio Pérez Anagnostou
Sergio Pérez Anagnostou (Madrid, 15 de septiembre de 1979) es un exjugador profesional de baloncesto español, que con una altura de 2 metros y 6 centímetros ocupaba indistintamente las posiciones de alero o de Ala-pívot. Es de ascendencia griega por parte materna.  

## Trayectoria
Formado en la cantera del Club Baloncesto Estudiantes, debutó en categorías nacionales en la temporada 1997-98 con el Baloncesto Fuenlabrada, disputando la Liga LEB. Tras pasar dos temporadas con el Pozuelo y el propio Fuenlabrada en Liga EBA, firma en 2001/02 con el Club Ourense Baloncesto de Liga LEB. Debuta en la Liga ACB con el Jabones Pardo Fuenlabrada en la temporada 2003/04, club con el que continuará en 2004/05 de nuevo en Liga LEB, y en 2005/06 con el Polaris World Murcia. En la temporada 2006/07 retorna a la ACB con el Gran Canaria Grupo Dunas, permaneciendo dos temporadas en el club antes de fichar en 2008/09 por el CAI Zaragoza. En 2009/10 firma con el Tenerife Club de Baloncesto de nuevo en Liga LEB, para volver en 2010/11 al Club Baloncesto Murcia y lograr el ascenso a Liga ACB, que disputa con dicho club en la temporada 2011/12, siendo ésta la última campaña que disputa en la máxima categoría del baloncesto español tras 146 partidos disputados en la misma.
En ese momento se plantea la retirada, pero decide continuar su carrera profesional y ficha en la temporada 2012/13 con el CEBA Guadalajara, equipo de LEB Plata. Al año siguiente firma con el Fundación Fuenlabrada, y en 2014/15 juega en el Pornic Basket de la NM2 francesa. En el verano de 2015 firma un contrato de dos temporadas con el Cáceres Patrimonio de la Humanidad. En verano de 2017, tras haber considerado nuevamente la retirada, firma por una temporada más con el equipo cacereño.
El 18 de abril de 2018 anunció su retirada definitiva como jugador de baloncesto y dos días más tarde disputó su último partido como profesional, recibiendo el homenaje de su club, el Cáceres Patrimonio de la Humanidad, en el que a partir de entonces ejerció como gerente hasta julio de 2021. En dicha fecha abandonó el club para incorporarse al Club Ourense Baloncesto en calidad de director deportivo.